# Pseudoclis octocera
Pseudoclis octocera är en mångfotingart som beskrevs av Carl Graf Attems 1899. Pseudoclis octocera ingår i släktet Pseudoclis och familjen Entomobielziidae. Inga underarter finns listade i Catalogue of Life.